# Александров, Степан Александрович (хоккеист)
Степан Александрович Александров  (род. 6 марта 1995, Усть-Каменогорск, Казахская ССР) — казахстанский хоккеист, защитник.

## Карьера
Воспитанник усть-каменогорского хоккея.
В чемпионате Казахстана провёл 121 игру. В ВХЛ провёл 17 игру.
В качестве игрока сборной Казахстана участвовал в юниорских чемпионатах мира 2013 года и молодёжных чемпионатах мира 2013, 2014 и 2015 года.
В составе ХК МХЛ «Снежные барсы» был участником Кубка мира по хоккею среди молодежных клубных команд (Свердловская область, 2015).
Сезон 2016—2017 — игрок ХК «Номад».